# Berdoues
Berdoues is een gemeente in het Franse departement Gers (regio Occitanie) en telt 352 inwoners (1999). De plaats maakt deel uit van het arrondissement Mirande.
In de gemeente ligt de voormalige Abdij Notre-Dame de Berdoues. Deze cisterciënzerabdij werd gesticht in 1134 op initiatief van graaf Bernard II van Astarac. De abdij werd opgeheven na de Franse Revolutie en de gebouwen werden verkocht in 1791. De abdijkerk en talrijke kloostergebouwen werden afgebroken.

## Geografie
De oppervlakte van Berdoues bedraagt 26,1 km², de bevolkingsdichtheid is 13,5 inwoners per km².
De onderstaande kaart toont de ligging van Berdoues met de belangrijkste infrastructuur en aangrenzende gemeenten.

## Demografie
Onderstaande figuur toont het verloop van het inwonertal (bron: INSEE-tellingen).